# Coniopteryx maculithorax
Coniopteryx maculithorax är en insektsart som beskrevs av Günther Enderlein 1906. Coniopteryx maculithorax ingår i släktet Coniopteryx och familjen vaxsländor. Inga underarter finns listade i Catalogue of Life.